# Sigurd Markusfostre
Sigurd III Markufostre (vers 1155-1163) roi de Norvège de 1162 à 1163

## Biographie
Fils illégitime de Sigurd II de Norvège il est élevé en fosterage en Oppland par Markus de Skog un partisan de son père d'où son surnom de Markusfostre. Proclamé roi en 1162 après la mort de Håkon II de Norvège il tente de s'imposer contre le régent Erling Skakke père du roi Magnus V de Norvège, mais il est vaincu et décapité à Gravdal pendant que Markus est pendu à Kvarven au sud-ouest de Bergen le  29 septembre 1163.